# Dekanat Pszów
Dekanat Pszów – jeden z 37 dekanatów katolickich w archidiecezji katowickiej. W jego skład wchodzą następujące parafie:
- Parafia Narodzenia Najświętszej Maryi Panny w Pszowie
- Parafia św. Jerzego w Rydułtowach
- Parafia św. Antoniego z Padwy w Syryni
- Parafia Opatrzności Bożej w Gaszowicach
- Parafia Najświętszego Serca Pana Jezusa w Krzyżkowicach (Pszów)
- Parafia Podwyższenia Krzyża Świętego w Zawadzie (Wodzisław Śląski)
- Parafia Niepokalanego Serca Maryi w Kokoszycach (Wodzisław Śląski)
- Parafia Najświętszej Maryi Panny Królowej Polski w Czernicy
- Parafia Matki Bożej Uzdrowienia Chorych (Rydułtowy Orłowiec)
- Parafia św. Maksymiliana Kolbego w Szczerbicach
- Parafia Zmartwychwstania Pańskiego w Kalwarii Pszowskiej (Pszów)

## Historia
Utworzony 10 kwietnia 1924 r. z połączenia dekanatu pogrzebieńskiego z parafią w Pszowie w dekanacie wodzisławskim, którą to ustalono jako siedzibę nowego dekanatu.